# دنیس هیلی
دنیس هیلی (انگلیسی: Denis Healey؛ ۳۰ اوت ۱۹۱۷ – ۳ اکتبر ۲۰۱۵) یک سیاست‌مدار اهل بریتانیا بود. دنیس هیلی در ۳ اکتبر ۲۰۱۵ در سن ۹۸ سالگی درگذشت.